# 2024 en Antarctique
Cet article présente les faits marquants de l'année 2024 en Antarctique.

## Évènements
- 4 avril : Des scientifiques de l'Université de la Fédération d'Australie rapportent que des milliers de manchots Adélie ont été retrouvés morts en Antarctique, dans un contexte d'augmentation des cas de grippe aviaire parmi les populations d'oiseaux sauvages[1].